# Robert Mack (Eishockeyspieler)
Robert Mack (* 1. Juli 1959 in Völkermarkt; † 4. Juli 2020 in Wien) war ein österreichischer Eishockeytorwart. Er gilt bis heute als einer der besten und erfolgreichsten Torhüter des EC KAC. Mack war auch Tormann im österreichischen Nationalteam.

## Erfolge
- Siebenfacher Österreichischer Meister mit dem EC KAC in den Jahren 1979, 1980, 1985, 1986, 1987, 1988 und 1991